# Osservatorio di Wildberg
L'osservatorio di Wildberg è un osservatorio privato situato alla periferia di Wildberg, comune nello stato federale Baden-Württemberg in Germania.
È stato costruito nel 1998 dall'astronomo dilettante tedesco e prolifico scopritore di asteroidi Rolf Apitzsch, che ne è l'attuale gestore. L'osservatorio è registrato presso l'IAU con il numero 198.
La dotazione della struttura consta in un telescopio newtoniano con un diametro dello specchio di 335 mm, protetto da una cupola .